# Palacio del Deseo
Palacio del Deseo (1957, Qaṣr al-Šawq, el original en árabe: قصر الشوق) es la segunda novela de la Trilogía de El Cairo del escritor egipcio Naguib Mahfuz. 
La novela se desarrolla en El Cairo en el periodo de 1924 a 1927. A esta etapa se le conoce como "el experimento liberal en el gobierno egipcio." En esa época, Egipto dejó de ser oficialmente un protectorado británico y se convirtió en una monarquía parlamentaria con el partido Wafd a la cabeza.
El título de la obra se refiere a la calle Qaṣr al-Šawq (Palacio del Deseo) ubicada en el antiguo centro de El Cairo o El Cairo fatimí. En ella se localiza la casa en donde habita uno de los protagonistas de la novela, Yasín Abd al-Yawwad, junto con su familia.

## Resumen de la trama
A pesar de que la novela toma su título de la calle en donde vive Yasín Abd al-Yawwad, el protagonista de la historia en realidad es su hermano menor, Kamal. Mientras que Yasín y su padre, el Señor Ahmad Abd al-Yawwad entablan diferentes relaciones amorosas, Kamal crece física y mentalmente. 
Mientras discute sobre política con su círculo de amigos, Kamal da forma a su propia ideología, la cual se distancia de los valores tradicionales de su familia. Además, conoce al amor de su vida, Aida Shaddad, una joven educada en París. El amor de Kamal nunca se concreta; Aida se casa con otro hombre y Kamal elige la soltería. Este personaje también experimenta una crisis religiosa; Kamal se desencanta con la religión, tras haber sido un niño muy devoto y asiduo de la mezquita de Al-Hussayn. Kamal abandona su fe y se convierte en un intelectual y profesor dedicado a la filosofía occidental.
Por otra parte, la vida de las hermanas de Kamal, Jadiya y Aisha, se centra en el hogar y la familia. Jadiya tiene dos hijos, Abd al-Muním y Ahmad, y Aisha dos hijos, Uzmán y Muhammad y una hija, Naíma. La novela concluye con la muerte trágica de los hijos y el esposo de Aisha.
Parte de la acción de la novela se traslada de El Cairo fatimí al barrio de al-Abbasiyya, donde habita la familia de Aida Shaddad. Se trata de un barrio con grandes casas al estilo europeo, en donde habita la nueva clase alta de El Cairo, cosmopolita, sofisticada y educada según los valores occidentales.